# Greezed Lightnin' (Six Flags Astroworld)
Greezed Lightnin' was een stalen achtbaan in Six Flags Astroworld.
De achtbaan werd in 1978 gebouwd door Anton Schwarzkopf. De 28 rijders die per trein meekunnen, gaan van 0 naar 97 km/h in slechts 4 seconden. De lancering bracht de bezoekers in een 31 meter brede looping. Hierna kwam de achtbaan weer terug en werd de looping herhaald.

## Sluiting en verplaatsing
In 2005 moest de achtbaan sluiten omdat Six Flags Astroworld ophield te bestaan. De achtbaan werd verplaatst naar Joyland Amusement Park en in een opslag gelegd. Enkele jaren later bood Joyland de achtbaan te koop aan, maar een koper diende zich niet aan. In 2012 werd de achtbaan geruild met een attractie van Cliff's Amusement Park in Albuquerque. Wegens de hoge kosten werd in 2014 besloten af te zien van herbouw van Greezed Lightnin'.